# Cirrhinus
Cirrhinus és un gènere de peixos de la família dels ciprínids i de l'ordre dels cipriniformes.

## Taxonomia
- Cirrhinus caudimaculatus  (Fowler, 1934)
- Cirrhinus chinensis  (Günther, 1868)
- Cirrhinus cirrhosus  (Bloch, 1795)
- Cirrhinus fulungee  (Sykes, 1839)
- Cirrhinus inornatus  (Roberts, 1997)
- Cirrhinus jullieni  (Sauvage, 1878)
- Cirrhinus lobatus  (Smith, 1945)
- Cirrhinus macrops  (Steindachner, 1870)
- Cirrhinus microlepis  (Sauvage, 1878)
- Cirrhinus molitorella  (Valenciennes, 1844)
- Cirrhinus rubirostris  (Roberts, 1997)[2][3][4][5][6][7][8]